# Hana Vagnerová
Hana Vagnerová, née le 21 février 1983 à Prague, est une actrice tchèque. 

## Filmographie
- 2003 : Seance Fiction (court métrage) : Jana Kudlácková
- 2004 : Redakce (série télévisée)
- 2005 : On je zena! (série télévisée) : Erika Maxová
- 2005 : Pokus (court métrage)
- 2006 : To nevymyslís! (série télévisée) : Aneta
- 2007 : Skeletoni (court métrage) : modératrice de Coraab News
- 2006-2007 : Horákovi (série télévisée) : Eva Krátká
- 2007 : Chytte doktora : Pacientka Synková
- 2007 : Expozitura (court métrage télévisé) : Tereza Hodacová
- 2007 : 3+1 s Miroslavem Donutilem (série télévisée) : Martina
- 2008 : Bathory : Margita
- 2009 : Zakázaný clovek (téléfilm)
- 2009 : Láska rohatá (téléfilm) : Markéta
- 2009 : Dáblova lest (mini-série) : Eva Turská
- 2009 : Proc bychom se netopili (série télévisée) : Viola
- 2009-2010 : Odsúdené (série télévisée) : Petra 'Bárbie' Stejskalová
- 2010 : Aussig : Lenka Simkova
- 2011 : Hasici (téléfilm) : Veronika 'Nika' Jirásková
- 2011 : Umeni zapominat (court métrage) : Ona
- 2011 : Expozitura (série télévisée) : Tereza Hodacová
- 2012 : Kriminálka Andel (série télévisée)
- 2008-2012 : Zdivocelá zeme (série télévisée) : Ivana
- 2013 : Zeny, které nenávidí muze (téléfilm) : Linda Fibrichová
- 2013 : Bez doteku : Tyna
- 2013 : Helena (série télévisée) : Patrície Nekolná
- 2010-2013 : Vyprávej (série télévisée) : Zuzana Sovová / Zuzana Dvoráková
- 2014 : Skoda lásky (série télévisée) : Monika
- 2014 : Hany
- 2014 : The Icing
- 2014 : Zakázané uvolnení : Iveta
- 2014 : Nevinné lzi (série télévisée) : Petra
- 2015 : Atentat (série télévisée) : Tereza Hodacová
- 2015 : Vrazdy v kruhu (série télévisée) : Sábina Borová
- 2015 : Krystof: Ty a já (court métrage) : la femme bandit
- 2015 : Kancelár Blaník (mini-série) : Hana Wágnerová
- 2015 : Padesátka : Bláza Kunová
- 2016 : Já, Mattoni (série télévisée)
- 2016 : The Devil’s Mistress (Lída Baarová) de Filip Renč : la journaliste
- 2016 : Hlas pro rímského krále (téléfilm) : Élisabeth de Bohême
- 2016 : Overhead : Eva
- 2016 : Prahala : Anicka
- 2017 : Poslední z Aporveru
- 2017 : Milada : Marta
- 2017 : Miluji te modre
- 2017 : Heaven - It's Not Enough (vidéoclip)